# Озерки (Железногорский район)
Озерки — посёлок в Железногорском районе Курской области России. Входит в состав Волковского сельсовета.

## География
Расположен в 18 км к северо-востоку от Железногорска, почти у самой границы с Орловской областью. Высота над уровнем моря — 254 м.

## История
Основан в начале XX века.
Во время Гражданской войны, осенью 1919 года, 2-й батальон 2-го Корниловского ударного полка активно оборонял посёлок от наступающей Красной Армии.
В 1926 году в посёлке было 19 дворов, проживало 104 человека (46 мужского пола и 5 женского). В то время Озерки входили в состав Волковского сельсовета Волковской волости Дмитровского уезда Орловской губернии.
С 1928 года в составе Михайловского (ныне Железногорского) района. В 1937 году в посёлке было 13 дворов. Во время Великой Отечественной войны, с октября 1941 года по февраль 1943 года, находился в зоне немецкой оккупации.
По состоянию на 1955 год Озёрки входили в состав Гремяченского сельсовета. В 1973 году Гремяченский сельсовет был упразднён, Озёрки были переданы в Волковский сельсовет.

## Население
| 1926 | 1979 | 2002 | 2010 |
| ---- | ---- | ---- | ---- |
| 104  | ↘45  | ↘26  | ↘15  |